# Glauconycteris beatrix
Glauconycteris beatrix é uma espécie de morcego da família Vespertilionidae. Pode ser encontrada na Costa do Marfim, Gana, Nigéria, Camarões, Gabão, Guiné Equatorial, República Centro-africana, República Democrática do Congo e Angola.